# فلورانس فاستر جنکینز
فلورانس فاستر جنکینز (به انگلیسی: Florence Foster Jenkins‎) (زادهٔ ۱۹ ژوئیهٔ ۱۸۶۸ – درگذشتهٔ ۲۶ نوامبر ۱۹۴۴) خوانندهٔ آماتور سوپرانو و از اعضای طبقهٔ بالای جامعه آمریکایی بود. او به‌دلیل لباس‌های پرطمطراق و اجرای ضعیف خود، شناخته شد و مورد تمسخر قرار گرفت. در کتاب شکست‌های قهرمانانه نام او در فهرست خوانندگان اپرا به عنوان بدترین آمده: «هیچ‌کس، قبل یا بعد از او، نتوانسته کاملاً خود را از بند نت موسیقی رها کند». علی‌رغم (یا شاید به دلیل) عدم تواناییِ وی طی دهه‌های بیست تا چهل قرن بیستم، او به یک شخصیت برجستهٔ موسیقایی در نیویورک تبدیل شد. کول پورتر، جان کارلو منوتی، لی‌لی پونس، سر توماس بیچام و افراد مشهور دیگری از طرفداران جنکینز بودند.